# الوكالة السويسرية للتنمية والتعاون
الوكالة السويسرية للتنمية والتعاون هو مكتب على مستوى الوكالة في الإدارة الاتحادية سويسرا ، وجزء من الوزارة الاتحادية للشؤون الخارجية. جنبا إلى جنب مع غيرها من المكاتب الاتحادية ، الوكالة مسؤولة عن التنسيق العام السويسري للتنمية الدولية الأنشطة والتعاون مع أوروبا الشرقية ، وكذلك المساعدات الإنسانية.
اعتبارا من عام 2015 ، المركز بقيادة المدير العام مانويل صجر. ولديها طاقم من 536 من الموظفين ليس لها إيرادات و النفقات السنوية لها 1,433 مليون فرنك سويسري.

## التنظيم و المهام
الدستور السويسري يساهم في التخفيف من معاناة الفقر في العالم إلى احترام حقوق الإنسان وتعزيز الديمقراطية و التعايش السلمي بين الأمم. المركز هو المكلف بتنفيذ هذه المهمة.
المركز الأنشطة تنقسم إلى ثلاثة مجالات:
- في سياق الثنائية والمتعددة الأطراف التعاون الإنمائي ، الوكالة تعزز الاقتصادية الوطنية الاكتفاء الذاتي ، وتعمل على تحسين ظروف الإنتاج تمريرات حاسمة في التعامل مع المشاكل البيئية ويساعد على ضمان تحسين فرص الوصول إلى التعليم والرعاية الصحية للفقراء. على سبيل المثال ،برنامج الوكالة المانحة الرئيسية الدولية (لوبيلوسا): التي وضعت مبيدات الآفات الحيوية على الجراد في دعم المزارع الصغيرة المزارعين في منطقة الساحل.
- بعثة الاتحاد وكالة المساعدات الإنسانية لإنقاذ الأرواح وتخفيف المعاناة. أثناء النزاعات المسلحة وفي أعقاب الكوارث الطبيعية ، فإنه يوفر المساعدة من خلال السويسرية للمساعدات الإنسانية وحدة ويدعم الإنسانية شريك المنظمات مثل الصليب الأحمر.
- التعاون مع أوروبا الشرقية تمريرات بلدان أوروبا الشرقية و رابطة الدول المستقلة لجعل الانتقال إلى الديمقراطية و اقتصاد السوق.

المساعدة الإنمائية الثنائية السويسرية هو اعتبارا من عام 2008 يركز على 17 بلدا من البلدان ذات الأولوية في أفريقيا وآسيا وأمريكا اللاتينية. التعاون مع أوروبا الشرقية المراكز على عشر دول في جنوب شرق أوروبا ورابطة الدول المستقلة. على المستوى المتعدد الأطراف ، والوكالة تعمل مع وكالات الأمم المتحدة ، البنك الدولي وبنوك التنمية الإقليمية .
المركز متخصص وحدات مجمعة في مواضيعي و التقنية قسم الموارد. وهي تركز أساسا على منع نشوب الصراعات, الرشيد, التنمية الاجتماعية والعمالة والدخل ، الموارد الطبيعية والبيئة.

## وصلات خارجية
- الموقع الرسمي
- Swiss Agency for Development and Cooperation في Dodis قاعدة البيانات من الوثائق الدبلوماسية سويسرا